# Shorttrack op het Europees Olympisch Jeugdfestival 2013
Shorttrack was een onderdeel op het Europees Olympisch Jeugdfestival 2013 in Poiana Brașov in Roemenië. De wedstrijden werden van 17 tot en met 19 februari 2013 gereden in de Poiana Brașov Ice Rink. Er stonden zeven onderdelen op het programma.

## Resultaten
| Onderdeel                     | Goud              | Zilver          | Brons               |
| ----------------------------- | ----------------- | --------------- | ------------------- |
| 500 meter jongens             | Denis Ajrapetjan  | Emil Imre       | Leonardo Palla      |
| 1000 meter jongens            | Emil Imre         | Tristan Navarro | Denis Ajrapetjan    |
| 1500 meter jongens            | Tristan Navarro   | Daniil Zasosov  | Yoann Martinez      |
| 500 meter meisjes             | Sofia Prosvirnova | Kathryn Thomson | Nicole Botter Gomez |
| 1000 meter meisjes            | Sofia Prosvirnova | Anna Kalinina   | Aurélie Monvoisin   |
| 1500 meter meisjes            | Sofia Prosvirnova | Anna Kalinina   | Oliwia Gawlica      |
| 3000 meter gemengde aflossing | Frankrijk         | Italië          | Polen               |

## Medaillespiegel
| Plaats | Land                | Goud | Zilver | Brons | Totaal |
| ------ | ------------------- | ---- | ------ | ----- | ------ |
| 1      | Rusland             | 4    | 3      | 1     | 8      |
| 2      | Frankrijk           | 2    | 1      | 2     | 5      |
| 3      | Roemenië            | 1    | 1      | 0     | 2      |
| 4      | Italië              | 0    | 1      | 2     | 3      |
| 5      | Verenigd Koninkrijk | 0    | 1      | 0     | 1      |
| 6      | Polen               | 0    | 0      | 2     | 2      |

Aosta 1993 · 
Andorra 1995 · 
Sundsvall 1997 · 
Poprad 1999 · 
Monthey 2005 · 
Brașov 2013 · 
Erzurum 2017 · 
Sarajevo 2019 · 
Vuokatti 2022 · 
Pontebba 2023